# 米濟亞基夫
49°23′40″N 28°22′52″E / 49.39444°N 28.38111°E
米濟亞基夫（烏克蘭語：Мізяків），是烏克蘭的村落，位於該國西南部文尼察州，由赫米利尼克區負責管轄，面積0.33平方公里，海拔高度243米，2001年該村落人口815。